# پیتر ایگن
پیتر ایـگِـن (انگلیسی: Peter Egan؛ زادهٔ ۲۸ سپتامبر ۱۹۴۶) یک هنرپیشه تئاتر، سینما و تلویزیون اهل بریتانیا است.

## گزیدهٔ آثار

### سینما
- مرگ در تشییع جنازه (۲۰۰۷)
- تاریخ عروسی (۲۰۰۵)
- بین (۱۹۹۷)
- ارابه‌های آتش (۱۹۸۱)
- هنسی (۱۹۷۵)

### تلویزیون
- دانتون ابی (۲۰۱۴–۲۰۱۲)
- رایلی، تک‌خال جاسوس‌ها (۱۹۸۳)

### بازی‌های ویدئویی
- جادوگر ۲: قاتلین پادشاهان (۲۰۰۷)